# Ploceus dichrocephalus
Ploceus dichrocephalus là một loài chim trong họ Ploceidae.